# Cerodontha pseudopygmina
Cerodontha pseudopygmina är en tvåvingeart som beskrevs av Zlobin 1986. Cerodontha pseudopygmina ingår i släktet Cerodontha och familjen minerarflugor. Inga underarter finns listade i Catalogue of Life.